# Monotrete leiurus
Monotrete leiurus är en fiskart som först beskrevs av Pieter Bleeker 1851.  Monotrete leiurus ingår i släktet Monotrete och familjen blåsfiskar. IUCN kategoriserar arten globalt som livskraftig. Inga underarter finns listade i Catalogue of Life.